# Capilla Clarkson
La capilla Clarkson es una edificación ubicada en New York State Route 9G, en Clermont (Nueva York), Estados Unidos, justo enfrente de la casa Coons. Es un edificio de madera de mediados del siglo XIX de estilo gótico carpintero.
Levinus Clarkson, un terrateniente local que se había casado con un miembro de la familia Livingston, la construyó en 1860 para un grupo de episcopales disidentes. En ese momento estaba en los terrenos de su propiedad, Knollwood. En 1983, se incluyó en el Registro Nacional de Lugares Históricos. Nueve años más tarde, cuando se creó el Distrito Histórico del Río Hudson y se designó Monumento Histórico Nacional, también se convirtió en una propiedad contribuidora. Desde entonces ha pasado de los descendientes de Livingston al condado de Columbia.

## Historia
En 1854, Levinus Clarkson, esposo de Mary, la hija de Edward Philip Livingston, dejó su puesto como miembro de la junta parroquial en la Iglesia Episcopal de St. Paul, en Tivoli (Nueva York), al sur de Clermont. A él se unieron otros feligreses que habían sido alienados por una disputa. Seis años más tarde construyó la capilla para los disidentes, en parte de su propiedad de Knollwood. La capilla sigue siendo episcopaliana en su forma y materiales, y en particular el campanario separado.
La familia Livingston retuvo la propiedad hasta finales del siglo XX, usándola para eventos especiales. Después se convirtió en propiedad del condado de Columbia, cuando los desarrolladores de terrenos no pagaron sus impuestos por una granja de caballos cercana. En 2001, el grupo ambientalista Scenic Hudson obtuvo una servidumbre para un sendero que conectaría el sitio con la granja de caballos en el sitio histórico estatal de Clermont al este.

## Edificio
La capilla está ubicada en un lote de 4500 metros cuadrados (1,1 acres) en el lado oeste de la Ruta 9G, aproximadamente un kilómetro (0,7 millas) al sur de Stone Jug, en la intersección de Jug Road. Está protegida de la carretera por una hilera de árboles. Es una estructura de marco de un piso con un tejado a dos aguas muy inclinado y un revestimiento de tablas y listones. Campanas salientes con ménsulas envueltas protegen las ventanas y la entrada principal y una puerta doble panelada. Los pináculos y los colgantes están en ambos extremos del hastial, con una rejilla de ventilación debajo de ellos. El campanario está separado del resto del edificio, al sureste.